# Karl Friedrich Heinrich Marx

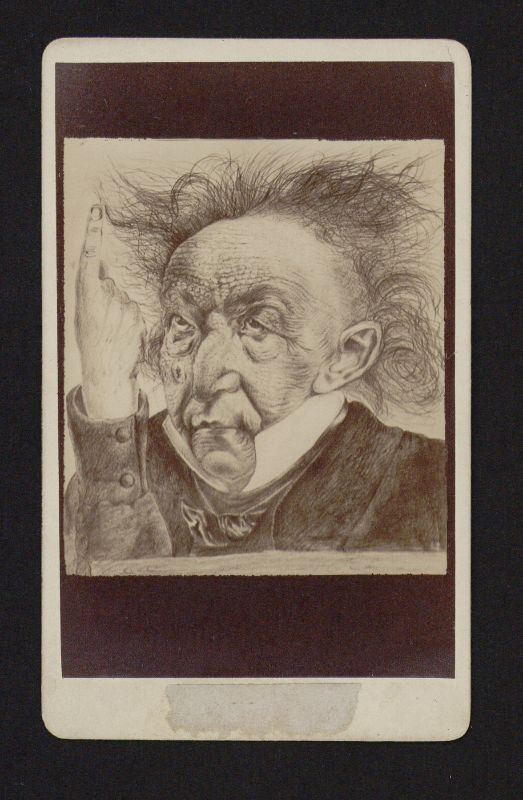
Karikatur des Mediziners und Hochschullehrers auf einer Carte de visite;
Göttinger Universitätsgeschichte – Portraits; Kulturerbe Niedersachsen

Karl Friedrich Heinrich Marx (* 10. März 1796 in Karlsruhe; † 2. Oktober 1877 in Göttingen) war ein deutscher Mediziner und Hochschullehrer.

## Leben und Wirken
Karl Friedrich Marx wurde als Sohn eines jüdischen Antiquars geboren. Seine Brüder waren Karl Michael Marx und der Verleger Daniel Raphael Marx. Er besuchte das Karlsruher Lyceum, wo er bei Johann Peter Hebel und Karl Christian Gmelin Unterricht hatte. Ab 1813 studierte er Philosophie und Medizin in Heidelberg, wo er als Freund von Heinrich Carl Alexander Pagenstecher 1817 an der Alten Heidelberger Burschenschaft teilnahm. Er hatte Kontakt zu Jean Paul und besuchte unter anderem Vorlesungen bei Georg Wilhelm Friedrich Hegel, dessen Anhänger er wurde. 1817 beendete er seine Studien und machte 1818 sein Examen mit Auszeichnung. Seine Arbeit zur Preisfrage Die Struktur und das Leben der Venen. wurde von der Universität prämiert. Er hatte 1818 maßgeblichen Anteil an der Gründung der ersten Freiburger Burschenschaft, indem er in Freiburg Mitglied und Mentor der burschenschaftlichen Genossenschaft/Verein zur Bearbeitung wissenschaftlicher Gegenstände gewesen war, aus welcher sich die Freiburger Burschenschaft entwickelte. Als er dann für weitere Studien nach Wien ging, wurde er korrespondierendes Mitglied der Alten Freiburger Burschenschaft. In Wien lernte er über seine burschenschaftlichen Beziehungen auch Karl Ludwig Sand kennen. Sand ermordete 1819 den Dichter August von Kotzebue, Marx wurde in Wien am 19. Juni 1819 wegen burschenschaftlicher Umtriebe neun Monate in Untersuchungshaft genommen und dann ohne Urteil ausgewiesen. 1820 wurde er in Jena zum Dr. med. promoviert. Danach ging er nach Göttingen, wo er als Accessist an der Universitätsbibliothek Göttingen arbeitete, 1822 an der Medizinischen Fakultät habilitierte und 1826 außerordentlicher, 1831 ordentlicher Professor der Medizin wurde. Er lehrte dort bis zu seinem Lebensende, hatte nebenbei aber auch eine eigene Praxis. In Göttingen traf er auch Heinrich Heine, der den gemeinsamen Austausch über Medizin sowie dessen Abhandlung Goettingen in medicinischer, physischer und historischer Hinsicht in seiner Harzreise thematisierte. Heine ließ sich in Göttingen auch von Marx behandeln.
In der Göttinger Stadtgesellschaft galt Marx als Sonderling. Da er beispielsweise die Angewohnheit hatte, seine Hüte zu verlieren, trug er seinen Zylinder oft nicht auf dem Kopf, sondern in der rechten Hand vor sich her. Die Studenten machten sich dann einen Spaß daraus, dem Professor bei solchen Gelegenheiten Münzen in den Hut zu werfen.

## Rolle in der Medizin
Marx’ Forderung, für angehende Mediziner das Philosophikum durch eine naturwissenschaftliche Vorbildung (vergleiche Vorklinik) unter Beibehaltung der humanistischen Schulerziehung zu ersetzen, hat mehrere Generationen von Ärzten geprägt. Er hielt noch starr an manchen Thesen der antiken Autoren fest und blieb dem alten humoralen Denken verhaftet, wenngleich er der neuen Solidarpathologie auf seine Art gerecht zu werden suchte. Unter anderem deswegen galt er auch nach seinem Tod vielen als Sonderling. Marx blieb unverheiratet.
Bleibende Bedeutung haben seine Bemühungen um die ärztliche Ethik und seine Arbeiten zur Medizingeschichte. Er zählt zu den ersten, die eine klare Trennung der theologischen Seelsorge am Kranken von der psychischen Hinwendung und Betreuung durch den Arzt anstrebten. Zudem geht auf Marx – mit Francis Bacon als philosophischem Vordenker – die Begriffsfindung „Euthanasie“ im unverfälschten Sinne eines Linderns des Sterbens zurück. Marx zufolge hat der Arzt die moralische Aufgabe, dem Sterbenden durch Zuspruch, Beistand und durch medikamentöse Linderung seiner Leiden das Sterben zu erleichtern. Eine solche „Todeslinderung“ entsprach dem damaligen Zeitgeist, doch wurde sie von Marx erstmals in den ärztlichen Pflichtenkanon aufgenommen.
Er veröffentlichte Schriften zur ärztlichen Ethik und zur Medizingeschichte. Zusammen mit Elias Henschel und weiteren Medizinern brachte er ab 1846 in Breslau die erste medizin-historische Zeitschrift Janus. Zeitschrift für Geschichte der Literatur der Medicin heraus. In seinen Arbeiten verknüpfte er die Medizin mit der Geistes- und Kulturgeschichte, weshalb auch seine Ärzte- und Forscherbiographien eine neue medizinhistorische Betrachtungsweise bewirkten. Er war auch der erste, der forderte, dass die Wissenschaftsgeschichte zum Unterrichtsgegenstand an den Schulen werden sollte.
Marx findet unter anderem Erwähnung in einer Denkschrift Heinrich Haesers Ueber die Ursachen der gegenwärtigen Vernachlässigung der historisch-medicinischen Studien in Deutschland. Im Gegensatz zur Lage bei Exotenfächern, bei denen Einschränkungen des Fachs oft zur Rückbesinnung auf deren Geschichte führen, fand Geschichte der Medizin bereits im 19. Jahrhundert eher wenig Interesse und es dauerte lange, bis freiwerdende Positionen wiederbesetzt wurden. In der Denkschrift Haesers wurde unter anderem Marx’ Berufung und Lehrstuhl demgegenüber als wichtige Ausnahme dargestellt.

## Ehrungen
- 1838 wurde er Mitglied der Gesellschaft der Wissenschaften zu Göttingen

## Veröffentlichungen (Auswahl)
- Goettingen in medicinischer, physischer und historischer Hinsicht. Göttingen 1824.
- De euthanasia medica prolusio. Göttingen 1826.
- Die Lehre von den Giften in medizinischer, gerichtlicher und polizeylicher Hinsicht. Erster Band, Erste Abtheilung: Geschichtliche Darstellung der Giftlehre. Erste Abtheilung. Göttingen 1827 (Archive), (Digitalisate: Abth. 1 in der Google-Buchsuche, Zweite Abtheilung. Göttingen 1829 Abth. 2 in der Google-Buchsuche).
- Allgemeine Krankheitslehre. Göttingen 1833.
- Zur Lehre von der Lähmung der untern Gliedmassen. Karlsruhe/Baden 1838.
- Ueber Begriff und Bedeutung der schmerzlindernden Mittel. Göttingen 1851 (Digitalisat in der Google-Buchsuche).
- Ueber die Verdienste der Aerzte um das Verschwinden der dämonischen Krankheiten. Göttingen 1859. (Archive)
- Ueber die Beziehungen der darstellenden Kunst zur Heilkunst. In: Abhandlungen der Königlichen Gesellschaft der Wissenschaften. Band 10, Göttingen 1861/62. (Archive)
- Konrad Victor Schneider und die Katarrhe. Göttingen 1873.
- Zur Erinnerung der ärztlichen Wirksamkeit Hermann Conring’s. In: Abhandlungen der königlichen Gesellschaft der Wissenschaften zu Göttingen. Band 18, 1873, S. 3–49.